# Lochame ha-Geta’ot
Lochame ha-Geta’ot (hebr. לוחמי הגטאות) – kibuc położony w Samorządzie Regionu Matte Aszer, w Dystrykcie Północnym, w Izraelu. Członek Ruchu Kibuców (Ha-Tenu’a ha-Kibbucit).

## Położenie
Kibuc Lochame ha-Geta’ot jest położony na wysokości 14 metrów n.p.m. w północnej części równiny przybrzeżnej Izraela. W odległości 1,5 km na zachód znajduje się wybrzeże Morza Śródziemnego, a 2 km na wschodzie zaczynają się wznosić wzgórza Zachodniej Galilei. Na południe od kibucu przepływa strumień Jasaf. W otoczeniu kibucu Lochame ha-Geta’ot znajdują się miasto Naharijja, miejscowości Kafr Jasif, Julis i Dżudajda-Makr, kibuce Bet ha-Emek i Szamerat, moszawy Szawe Cijjon, Regba, Netiw ha-Szajjara i Bustan ha-Galil, chrześcijańska wioska Nes Ammim, oraz arabska wioska Szajch Dannun. Na zachód od kibucu znajduje się baza wojskowa Szeragga będąca bazą Brygady Golani.
Lochame ha-Geta’ot jest położony w Samorządzie Regionu Matte Aszer, w Poddystrykcie Akka, w Dystrykcie Północnym Izraela.

## Demografia
Stałymi mieszkańcami kibucu są wyłącznie Żydzi. Tutejsza populacja jest świecka:

Źródło danych: Central Bureau of Statistics.

## Historia

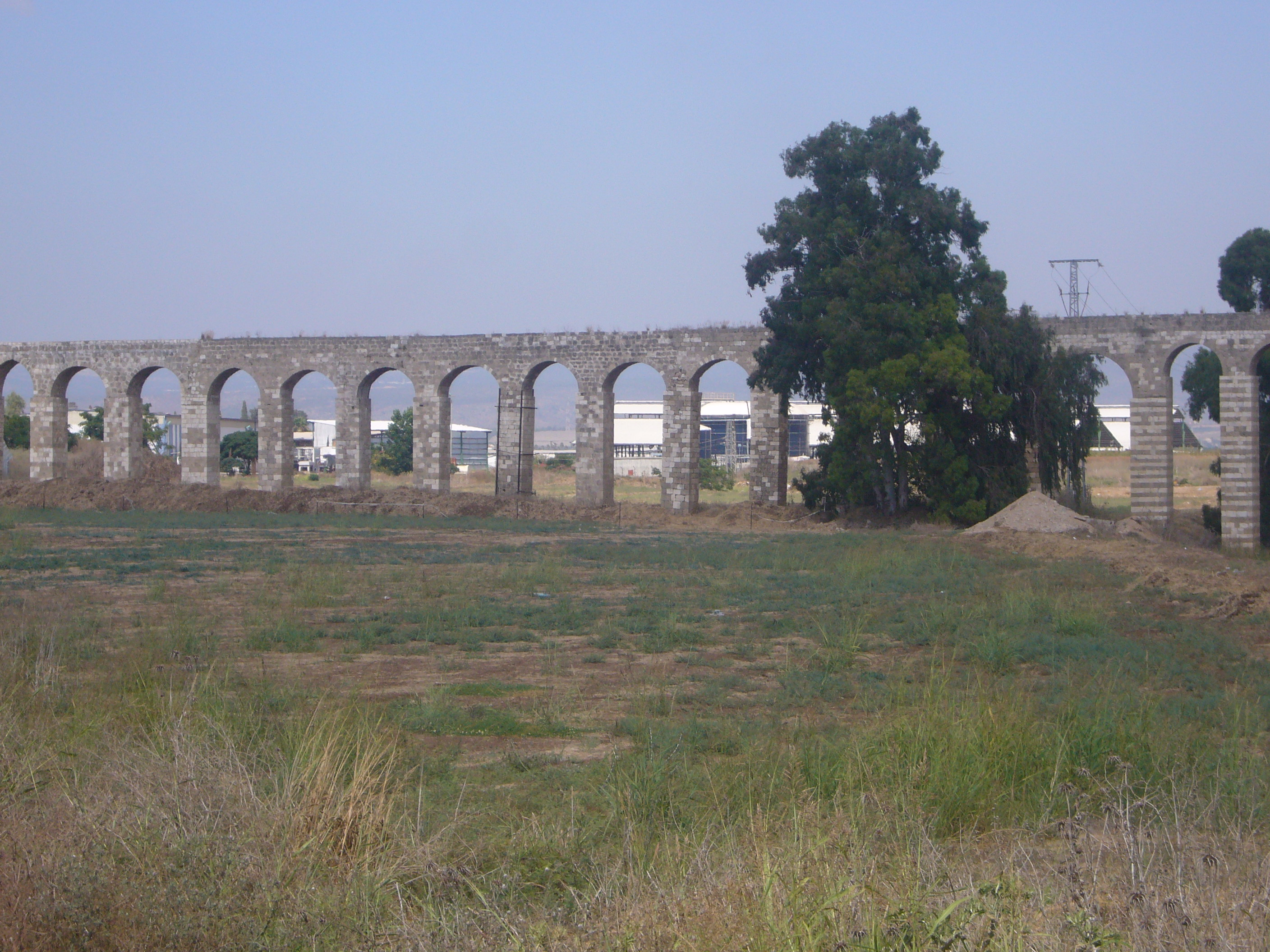
Akwedukt dostarczający wodę do miasta Akka

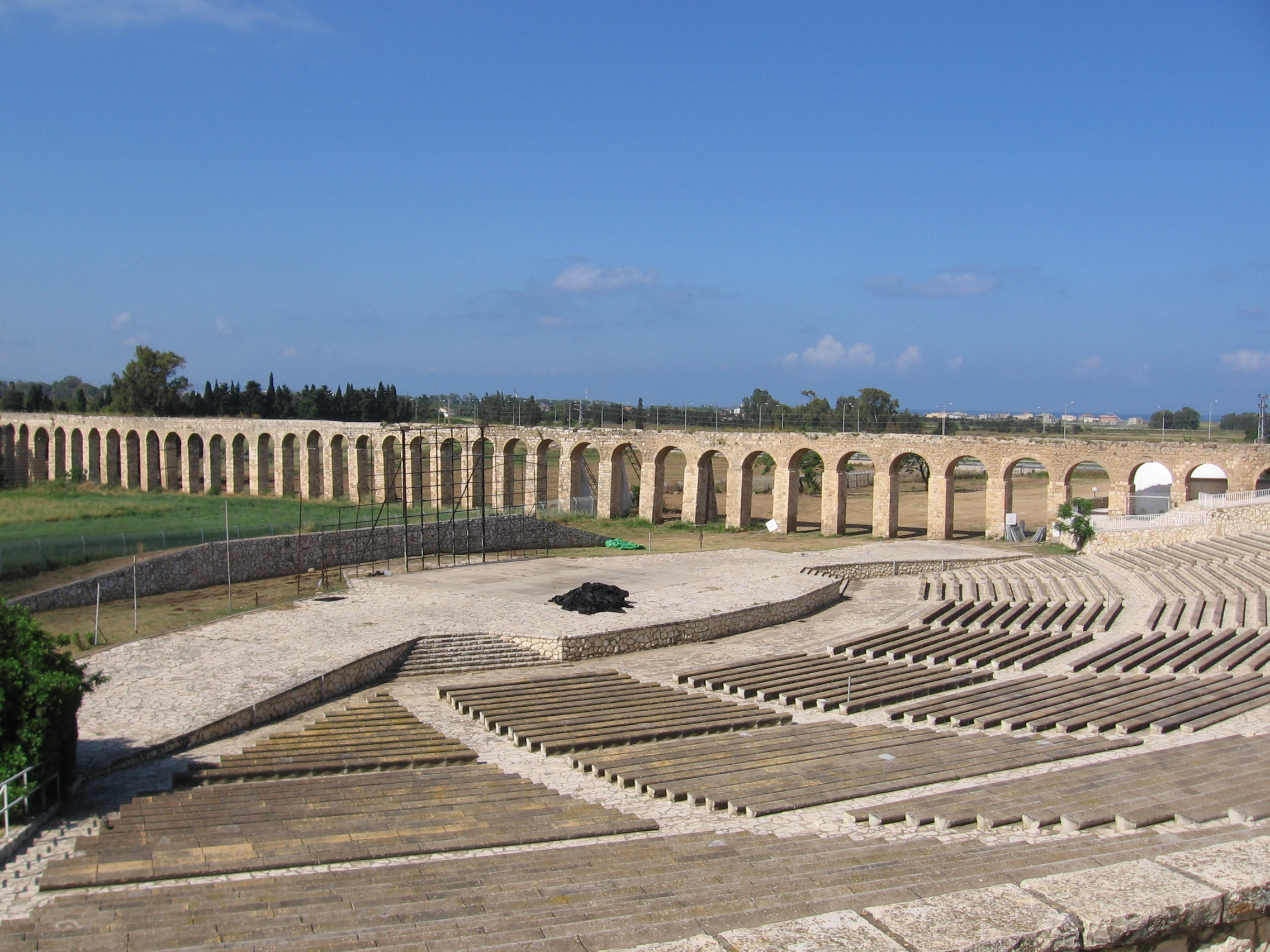
Akwedukt z amfiteatrem

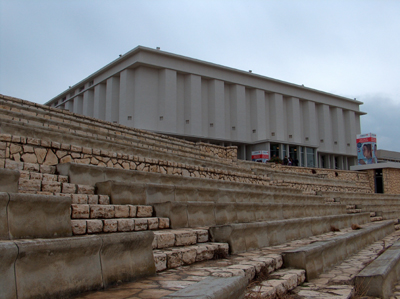
Muzeum Bojowników Getta

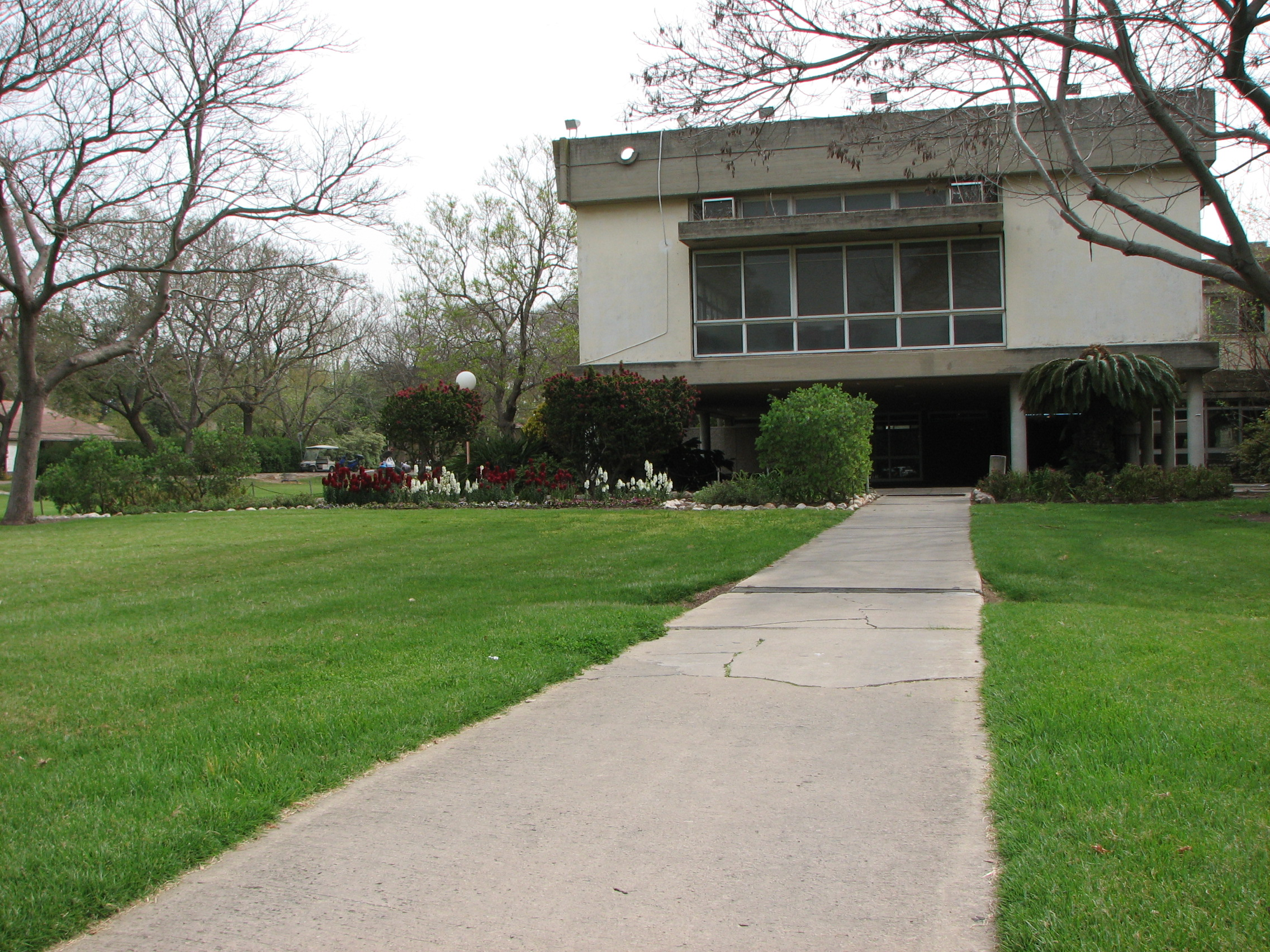
Jadalnia w kibucu Lochame ha-Geta’ot projektu Naomi Judkowski

Pierwotnie w tej okolicy znajdowała się arabska wioska As-Sumajrijja. W dawnych wiekach była ona zamieszkana przez Samarytan, jednak w XVIII wieku zostali oni wydaleni przez Turków do miasta Nablus. Pod koniec XVIII wieku Dżazzar Pasza wybudował przy wiosce akwedukt dostarczający wodę do odległego o 6 km miasta Akka. W 1814 roku jego syn, Sulajman, całkowicie przebudował akwedukt. Na początku XX wieku okoliczne grunty zaczęły wykupywać żydowskie organizacje syjonistyczne. W wyniku I wojny światowej cała Palestyna przeszła pod panowanie Brytyjczyków, którzy utworzyli Mandat Palestyny. Przyjęta 29 listopada 1947 roku Rezolucja Zgromadzenia Ogólnego ONZ nr 181 przyznała te tereny państwu arabskiemu. Podczas wojny domowej w Mandacie Palestyny na początku 1948 roku w okolicy tej stacjonowały siły Arabskiej Armii Wyzwoleńczej, które paraliżowały żydowską komunikację w całej Zachodniej Galilei. Z tego powodu, w dniu 14 maja 1948 roku wioskę zajęły siły żydowskiej organizacji paramilitarnej Hagana. Wszystkich mieszkańców wysiedlono, a następnie wyburzono jej domy.
Grupa założycielska kibucu zawiązała się we wrześniu 1948 roku w moszawie Allone Abba. W jej skład weszli członkowie żydowskich grup oporu, którzy ocaleli z Holocaustu w Polsce i Litwie. Byli to ocaleni powstańcy z getta warszawskiego i wileńskiego, oraz byli więźniowie obozów koncentracyjnych. Wśród nich znajdowali się Icchak Cukierman i Cywia Lubetkin z Żydowskiej Organizacji Bojowej. Próbowali oni założyć własną osadę rolniczą w Dolinie Jezreel, jednak z powodu braku wolnych gruntów musieli przenieść się na równinę przybrzeżną. Pod założenie nowego kibucu przeznaczono 3600 ha położonych przy dawnej brytyjskiej bazie wojskowej, oraz grunty zniszczonej arabskiej wioski As-Sumajrijja. Pierwsza grupa zamieszkała w lutym 1949 roku w opuszczonych budynkach po wschodniej stronie brytyjskiej bazy. W dniu 19 kwietnia 1949 roku (dokładnie w rocznicę wybuchu powstania w getcie warszawskim) nastąpiło oficjalne założenie współczesnego kibucu Lochame ha-Geta’ot. Od samego początku był to wyjątkowy kibuc. Jego mieszkańcy byli osobami starszymi, bardzo często schorowanymi i nie będącymi w stanie wykonywać ciężkich prac fizycznych. Na wiosnę 1950 roku w południowej części kibucu założono Muzeum Bojowników Getta (inauguracja muzeum miała miejsce 19 kwietnia 1951 r.). Gdy w 1952 roku rząd Izraela podpisał z Niemcami Zachodnimi porozumienie w sprawie rekompensat za Holocaust, w kibucu doszło do dużych niepokojów i protestów. Niektórzy członkowie odmówili wystąpienia o należące się im rekompensaty, czemu sprzeciwili się młodzi mieszkańcy kibucu. Gdy została przyjęta rezolucja wzywająca wszystkich członków do złożenia wniosków o rekompensaty, kilka rodzin w proteście opuściło kibuc. Podczas kryzysu sueskiego w 1956 roku, kibuc został ostrzelany przez egipski niszczyciel. Mieszkańcy schronili się wówczas w schronach. W dniu 3 lutego 1952 roku kibuc odwiedził francuski prezydent François Mitterrand z żoną. Na początku XXI wieku kibuc przeszedł proces prywatyzacji.

### Nazwa
Nazwę kibucu tłumaczy się na polski jako Bojowników Gett. W ten sposób oddano cześć bohaterom powstania m.in. w getcie warszawskim (19 kwietnia–16 maja 1943 r.).

## Edukacja
Kibuc utrzymuje przedszkole. Starsze dzieci są dowożone do szkół w kibucu Geszer ha-Ziw.

## Kultura i sport
W kibucu jest ośrodek kultury z biblioteką, jednak najważniejszym obiektem jest Muzeum Bojowników Getta. Nazwano je na cześć żydowskiego poety Icchaka Kacenelsona zamordowanego 1 maja 1944 roku w obozie zagłady Auschwitz-Birkenau. Budynek muzeum zawiera kilka sekcji, w tym bibliotekę i archiwum z bogatą kolekcją dokumentów o żydowskim ruchu oporu i różnych obozach koncentracyjnych. Co roku 19 kwietnia, w rocznicę wybuchu powstania w getcie warszawskim, organizowane są tutaj specjalne wystawy oraz wykłady. Muzeum prowadzi szeroką działalność badawczą, edukacyjną, wydawniczą i kulturalną. Tuż obok znajduje się Muzeum Dzieci Jad LaJeled poświęcone pamięci Janusza Korczaka i dzieciom Holocaustu. Wśród licznych realizowanych tutaj projektów jest między innymi wirtualna Międzynarodowa Szkoła Janusza Korczaka. Z obiektów sportowych jest basen pływacki, boisko do piłki nożnej oraz korty tenisowe.

## Turystyka
Na skraju kibucu są dobrze zachowane pozostałości akweduktu. Kibuc obsługuje liczne wycieczki, wakacyjne imprezy kulturalne oraz różne działania społeczne organizowane przez Muzeum Bojowników Getta. Obok muzeum jest amfiteatr. Zachował się także stary meczet, który wymaga jednak zabiegów konserwatorskich. Na południe od kibucu znajduje się Al-Bahja, letni dom Bahá’u’lláha, założyciela Wiary Baha’i.

## Infrastruktura
W kibucu znajduje się przychodnia zdrowia z gabinetem stomatologicznym, dom opieki nad osobami starszymi, pralnia, stolarnia, sklep wielobranżowy, stacja benzynowa i warsztat mechaniczny.

## Gospodarka
Gospodarka kibucu opiera się na rolnictwie i sadownictwie. Uprawy polne zajmują powierzchnię około 4100 ha. Całość upraw objęta jest infrastrukturą wodną, w skład której wchodzą trzy zbiorniki zbierające ścieki oraz wodę deszczową. Uprawy obejmują pszenicę, kukurydzę, sorgo, bawełnę, groszek, ciecierzycę i słonecznik. Sady koncentrują się na hodowli oliwek i awokado. Jest tu także ferma drobiu oraz stawy hodowlane ryb. Istniejący od 1985 roku zakład Tivall produkuje żywność wegetariańską. Od 2003 roku działa firma Duby Waiss specjalizująca się w imporcie, sprzedaży i naprawach lekkich koparek, ładowarek itp.. Firma Tomatic Ltd. specjalizuje się w tworzeniu zintegrowanych systemów sterowania oczyszczalni ścieków, przepompowni wody, systemów nawadniania itp.. Część mieszkańców pracuje poza kibucem, dojeżdżając do pobliskich stref przemysłowych.

## Transport
Z kibucu wyjeżdża się w kierunku zachodnim na drogę ekspresową nr 4, którą jadąc na północ dojeżdża się do moszawu Regba i skrzyżowania z drogą prowadzącą na zachód do moszawu Szawe Cijjon, lub jadąc na południe dojeżdża się do kibucu Szamerat, moszawu Bustan ha-Galil i dalej do miasta Akka.

## Osoby związane z kibucem
- Chawka Folman-Raban – żydowska działaczka podziemia w getcie warszawskim.
- Cywia Lubetkin – żydowska działaczka podziemia w getcie warszawskim, członek dowództwa Żydowskiej Organizacji Bojowej, uczestniczka powstania w getcie warszawskim.
- Icchak Cukierman – członek Żydowskiej Organizacji Bojowej.
- Zofia Rozensztrauch (Naomi Judkowski) – żydowska architektka, graficzka i malarka, projektowała budynki dla kibucu[18].